# Banioro
Banioro is een bestuurslaag in het regentschap Kebumen van de provincie Midden-Java, Indonesië. Banioro telt 1745 inwoners (volkstelling 2010).